# Sabicea villosa
Sabicea villosa là một loài thực vật có hoa trong họ Thiến thảo. Loài này được Willd. ex Schult. miêu tả khoa học đầu tiên năm 1819.